# クィントゥス・ペティッリウス・スプリヌス
クィントゥス・ペティッリウス・スプリヌス（ラテン語: Quintus Petillius Spurinus、- 紀元前176年）は、紀元前2世紀初頭の共和政ローマの政務官。護民官としてスキピオ・アフリカヌス兄弟を訴追し、紀元前176年に執政官（コンスル）を務めたが、任期中に戦死した。

## 出自
スプリヌスはプレプス（平民）であるペティッリウス氏族の出身である。カピトリヌスのファスティによれば、父のプラエノーメン（第一名、個人名）はガイウス、祖父はクィントゥスである。古代の資料には、スプリヌスの護民官時代の同僚に別のクィントゥス・ペティッリウスが見えるが、ドイツの歴史家ミュンツァーは、この人物はスプリヌスの従兄弟と考えている。氏族の中で執政官に列したのはスプリヌス一人である。

## 経歴
スプリヌスのキャリアは、紀元前190年にクァエストル（財務官）に就任したことから始まる。紀元前187年には、親戚のクィントゥス・ペティッリウスと共に護民官に就任した。但し、この両者は同一人物と考える研究者もいる。この根拠は、リウィウスのエピトマエ（要約）、プルタルコス、アウレリウス・ウィクトルの著書の何れにも、クィントゥス・ペティッリウスという人物は一人しか登場しないためである。
スプリヌスは（単独あるいは彼の従兄弟と共同で）、スキピオ兄弟 - アフリカヌスとアシアティクス - の訴追を開始した。古代の資料は、この背後には大カトがいたとする。リウィウスによれば、まずアフリカヌスを攻撃したものの、ザマの戦いの記憶も生々しく失敗し、アシアティクスに矛先を向け、アンティオコス3世から受け取った500タラント（3000タラントとも）について追求したという。アフリカヌスは弟の遠征にレガトゥス（軍団副司令官）として従軍していたが、アシアティクスから彼の戦費の記録を受け取ると、元老院で破り捨ててしまった。そして「必要な情報は全てここにあるから調べるが良い」とスプリヌスに反論した。ポリュビオスによると、これで原告側は沈黙せざるを得なくなった。このスプリヌスの告発は、「スキピオ派」がグナエウス・マンリウス・ウルソを告発したことに対する元老院の報復であるとの仮説もある。
紀元前181年、スプリヌスはプラエトル（法務官）に就任した。職責は首都担当法務官であり、両執政官は外征していたため、実質的にローマの責任者であった。この年にヤニクルムの丘の麓で2つの石箱が発見され、碑文には一つは第二代ローマ王ヌマ・ポンピリウスの棺であり、もう一つは彼の書物が入っていると記されていた。棺は空であったが、もう一つにはラテン語7冊、ギリシア語7冊の合計で14冊の本が収められてた。ギリシア語の方はピタゴラス派のテクストであった。これを読んだスプリヌスはこれらの書物が礼拝の原則を損なうと判断し、それゆえにそれらを燃やした。
紀元前176年、スプリヌスは執政官に就任する。同僚のパトリキ執政官はグナエウス・コルネリウス・スキピオ・ヒスパッルスであったが、彼はまもなく死亡したため、スプリヌスは補充執政官選挙を実施しなければならず、その結果ガイウス・ウァレリウス・ラエウィヌスが選出された。その後スプリヌスはリグリアへ出征するが、最初の戦いで先頭に立っていたため、投擲兵器に当たって戦死したものの、ローマ軍は勝利した。

## 参考資料

### 古代の資料
- アウレリウス・ウィクトル『ローマ共和政偉人伝』
- アウルス・ゲッリウス『アッティカ夜話』
- カピトリヌスのファスティ
- ティトゥス・リウィウス『ローマ建国史』
- プルタルコス『対比列伝』
- ポリュビオス『歴史』

### 研究書
- Bobrovnikova T. Scipio African. - M .: Young Guard, 2009 .-- 384 p. - ISBN 978-5-235-03238-5 .
- Vasiliev A. Litigation over the Scipio brothers in the 80s of the II century BC e. // Political intrigue and trial in the ancient world. - 2015 .-- S. 227—238 .
- Kvashnin V. State and legal activity of Mark Portia Cato the Elder. - Vologda: Russia, 2004 .-- 132 p.
- Broughton, T. R. S. (1951). The Magistrates of the Roman Republic Vol.1. American Philological Association
- Münzer F. Petillius 4: [ German ] // Paulys Realencyclopädie der classischen Altertumswissenschaft . - 1937. - Bd. XIX, 1. - Kol. 1136-1138.
- Münzer F. Petillius 11: [ German ] // Paulys Realencyclopädie der classischen Altertumswissenschaft . - 1937. - Bd. XIX, 1. - Kol. 1150-1152.

| 公職                                                                                       | 公職 | 公職                                                                          |
| ------------------------------------------------------------------------------------------ | --- | ----------------------------------------------------------------------------- |
| 先代 ガイウス・クラウディウス・プルケル ティベリウス・センプロニウス・グラックス・マイヨル | 執政官 同僚：グナエウス・コルネリウス・スキピオ・ヒスパッルス 補充：ガイウス・ウァレリウス・ラエウィヌス 紀元前176年 | 次代 プブリウス・ムキウス・スカエウォラ マルクス・アエミリウス・レピドゥス II |